# Giuseppe Ruzzolini
Giuseppe Ruzzolini (* 21. Mai 1930 in Rom; † 16. April 2007 ebenda) war ein italienischer Kameramann.

## Leben
Ruzzolini begann als Kameraschwenker; seine erste Arbeit als Haupt-Kameramann war Mario Landis Maigret à Pigalle. Seine Arbeiten wurden bald zu den beliebtesten und gefragtesten der italienischen Filmlandschaft gezählt. Von 1967 bis 1974 arbeitete er mit Pier Paolo Pasolini zusammen; auch für Sergio Leone war er mehrfach hinter der Kamera tätig. 1983 war er am Versuch, den 3D-Film neu zu beleben, beteiligt. Nach seinem 75. Film zog er sich 2000 aus der Branche zurück.

## Filmografie (Auswahl)
- 1966: Maigret und der Würger von Montmartre (Maigret à Pigalle)
- 1967: Edipo Re – Bett der Gewalt (Edipo Re)
- 1968: Die Banditen von Mailand (Banditi a Milano)
- 1968: Teorema – Geometrie der Liebe (Teorema)
- 1969: Liebe und Zorn (Amore e rabbia) (1 Episode)
- 1969: Der Schweinestall (Porcile)
- 1969: Zwölf plus eins (Una su 13)
- 1971: Todesmelodie (Giù la testa)
- 1972: Mein Name ist Nobody (Il mio nome è Nessuno)
- 1972: Was? (Che?)
- 1974: Erotische Geschichten aus 1001 Nacht (Il fiore delle mille e una notte)
- 1974: Allonsanfan (Allonsanfàn)
- 1975: Nobody ist der Größte (Un genio, due compari, un pollo)
- 1975: Plattfuß räumt auf (Piedone a Hong Kong)
- 1977: Wenn du krepierst, lebe ich! (Autostop rosso sangue)
- 1978: Der Superbulle räumt die Wüste auf (Il figlio dello sceicco)
- 1982: Giuseppe Verdi – Eine italienische Legende (Verdi)
- 1983: Das Geheimnis der vier Kronjuwelen (El tesoro de las cuatro Coronas)
- 1984: Der Feuerteufel (Firestarter)
- 1986: Angelina – Von allen begehrt (Angelina)
- 1986: Hexerei (Stregati)
- 1987: Bye bye Baby